# Lloyd Charmers
Lloyd Charmers (* 18. April 1946 in Trenchtown als Lloyd Winston Tyrell; † 27. Dezember 2012 in London) war ein jamaikanischer Sänger, Keyboarder, Komponist und Musikproduzent. Charmers’ Musikkarriere umspannte 50 Jahre (1962–2012). Seine erfolgreichste und bekannteste Produktion ist Everything I Own in der Reggae-Interpretation von Ken Boothe. Charmers war 1968 an der Single Bangarang von Stranger Cole und Lester Sterling beteiligt, die als erster Reggae-Song gilt.

## Werdegang
Lloyd Tyrell wuchs in Trenchtown auf, einem Stadtteil der jamaikanischen Hauptstadt Kingston. Im Alter von 15 Jahren trat er mit seinem Freund Roy Willis als Gesangsduo The Sweet Charmers auf (später verkürzt zu The Charmers), ganz prominent in der Talentshow Vere Johns Opportunity Hour.
Die Musikproduzenten Duke Reid, Coxsone Dodd, Prince Buster und Byron Lee nahmen mehrere Ska-Singles mit den Charmers auf. Im Jahr 1966 trennte sich das Duo, und Lloyd Charmers begleitete vorübergehend den Sänger Alton Ellis in dessen Formation The Flames.
Im Jahr 1967 wurde Charmers reguläres Mitglied der Gesangsgruppe The Uniques, zu der außerdem Keith „Slim“ Smith and Martin „Jimmy“ Riley gehörten. Bunny Lee produzierte unter anderem deren Single Watch This Sound. Im Anschluss machte Charmers mehrere Aufnahmen mit den Hippy Boys. Einige sind auf House in Session, einem Album für den britischen Markt, enthalten.
Zusammen mit dem Saxophonisten Lester Sterling von den Skatalites und dem Sänger Stranger Cole nahm Charmers 1968 für Treasure Isle die Single Bangarang auf. Das Stück basierte weitgehend auf dem Bongo Chant von Kenny Graham’s Afro-Cubists aus dem Jahr 1955. Die Idee für den Liedtext „Mumma nuh wan bangarang“ (Patwah für „Mama will keinen Ärger“) geht auf Cole zurück. Das Arrangement mit dem neuartigen Rhythmus war eine Idee von Lester Sterling. Produzent der Aufnahme, die gemeinhin als erster Reggae-Song gilt, war Bunny Lee.
In der gleichen Zeit gründete Charmers das Imprint Splash Records und schlug in Kooperation mit den britischen Musiklabels Pama Records und Trojan Records eine Produzentenkarriere ein. Ein früher Produzentenerfolg war die schlüpfrige Single Bang Bang Lulu von 1968, bei der das zweite Reimwort stumm bleibt und vom Zuhörer im Kopf ergänzt werden muss. Ähnlich anstößig war die Single Birth Control konzipiert, deren Rhythmus neun Jahre später von der britischen Skaband The Specials aufgegriffen und unter dem Titel Too Much Too Young neu interpretiert wurde. Darauf aufbauend entstanden die ungewöhnlichen Langspielplatten Censored! und Censored! Volume 2, zwei Alben von „Lloydie & The Lowbites“ mit anzüglichen und obszönen Texten (Shitting on the Dock of the Bay, My Baby Keeps Farting, Spermy Night in Kingston).
Für Ken Boothe produzierte er die Alben Black, Gold and Green (1973), Let’s Get It On (1974) und Everything I Own (1974), inklusive der gleichnamigen Reggae-Single, die sich in Großbritannien zu einem veritablen Hit entwickelte und für drei Wochen die Spitzenposition halten konnte. Mit Delroy Wilson nahm er die Hitsingle I’m Still Waiting auf. Darüber hinaus war Charmers Produzent für Marcia Griffiths, The Heptones, John Holt, Johnny Nash und weitere. Charmers nahm oft bekannte Soul-Hits aus den USA in jamaikanischem Sound neu auf und kann deshalb als ein Vorläufer des Lovers Rock angesehen werden.
Ende der 1970er Jahre verließ er Jamaika und ließ sich in London nieder, wo er das Musiklabel Sarge gründete.
Charmers starb Weihnachten 2012 auf dem Weg zum Homerton Hospital in London an einem Herzinfarkt.

## Rezeption
Der britische Musiker und DJ Fatboy Slim erstellte 2007 einen Remix der Charmers-Single Skinhead Train.

## Diskografie (Auswahl)

### Eigene Aufnahmen
Singles
- 1971: Skinhead Train von The Charmers (Explosion)
- 2007: Skinhead Train (Fatboy Slim Mix) von The Charmers (Trojan)

Alben
- 1969: House in Session von Lloyd Charmers & The Hippy Boys (Pama Records)
- 1970: Reggay Charm von Lloyd Charmers with Byron Lee & the Dragonaires (Dynamic Sounds/Trojan Records)
- 1970: Reggae Is Tight von Lloyd Charmers (Trojan)
- 1970: Censored! von Lloydie & The Lowbites (Lowbite)
- 1972: Censored! Vol. 2 (Not Recommended for Air Play – Adults Only) von Lloydie & The Lowbites (Lowbite)
- 1979: Sweet Memories (Sarge)
- 1979: Golden Days (Sarge)

### Produktionen
- 1973: Boothe Unlimited von Ken Boothe (Federal)
- 1973: Black, Gold and Green von Ken Boothe (Trojan)
- 1974: Let’s Get It On von Ken Boothe (Trojan)
- 1974: Everything I Own von Ken Boothe (Wild Flowers/Trojan/Philips)
- 1974: Sweet & Nice von Marcia Griffiths (Trojan)
- 1976: Gold Connection von Harold Butler & The Gold Connection (LTD, Charmers Records 1978)

## Filmografie
- 1964: This Is Ska! Dokumentarfilm der BBC; als Teil der Gesangsformation The Charmers.